# جرئت یا حقیقت (فیلم ۲۰۱۲)
جرئت یا حقیقت (انگلیسی: Truth or Dare) (منتشرشده در ایالات متحده با عنوان جرئت یا مرگ) یک فیلم وحشت روان‌شناختی بریتانیایی در سال ۲۰۱۲ به کارگردانی رابرت هیت و نویسندگی متیو مک گوکان است. بازیگرانی از جمله دیوید اوکس، تام کین، جنی ژاک، فلورنس هال و الکساندر ولاهوس در فیلم به ایفای نقش می‌پردازند.